# Stein Husebø
Stein Husebø oder geschrieben Stein Husebö (* 11. Oktober 1944 bei Bergen, Norwegen) ist ein norwegischer Mediziner. Er ist Leiter der Abteilung für Schmerztherapie und Palliativmedizin am Universitätsklinikum im norwegischen Bergen.

## Leben
Husebø studierte Medizin in Lübeck und Graz. Seit 1984 ist er leitender Redakteur der Skandinavischen Zeitschrift für Palliativmedizin. 1988 gründete er die Skandinavische Gesellschaft für Palliativmedizin. Er ist ebenso Gründungsmitglied der Europäischen Gesellschaft für Palliativmedizin. Seit 1995 ist Husebø Gastwissenschaftler in medizinischen und interdisziplinären Fachgebieten verschiedener europäischer Städte. Neben einer Vielzahl Veröffentlichungen in Fachblättern ist Husebø Autor mehrerer Bücher.
Husebø hat sich Verdienste auch in Deutschland mit seinen Arbeiten über die Würde Sterbender und ihrer Angehörigen erworben. Es ist ihm gelungen, die Bedeutung der letzten Lebensphase auch auf wissenschaftlicher Ebene würdevoll darzustellen. Er hat sich mit seinem Wirken in nationalen und internationalen Fachgesellschaften für die Schmerztherapie verdient gemacht.
Er ist verheiratet mit der deutschen Ärztin Bettina Sandgathe Husebø, die ebenfalls auf dem Gebiet der Palliativmedizin tätig ist und im Stiftungsrat der Deutschen Stiftung Patientenschutz sitzt. Husebø hat 6 Kinder und wohnt in Bergen.

## Veröffentlichungen (Auswahl)
- mit Eberhard Klaschik: Palliativmedizin. Praktische Einführung in Schmerztherapie, Ethik und Kommunikation. 3. Auflage. Springer, Berlin/Heidelberg / New York 2003.